# Дондупов, Жаргал Дамбаевич
Жаргал Дамбаевич Дондупов (22 июня 1977, Бурятия — октябрь 2007) — российский борец вольного стиля. Призёр чемпионатов России и Кубков мира.

## Биография
Ушёл из жизни в октябре 2007 года. В память о Дондупове в конце июня 2019 года в Улан-Удэ проходило открытое первенство Бурятии по вольной борьбе среди юниоров до 23 лет.

## Спортивные результаты
- Чемпионат России по вольной борьбе 2000 — ;
- Чемпионат России по вольной борьбе 2003 — ;
- Кубок мира по вольной борьбе 2004 (команда) — ;